# 罗伯托·罗马尼尼
罗伯托·罗马尼尼（義大利語：Roberto Romanini，1966年4月11日—），意大利男子赛艇运动员。他曾代表意大利参加世界赛艇锦标赛，获得三枚金牌和二枚铜牌，均来自男子轻量级八人单桨有舵手项目。